# Koszary Grenadierów we Wrocławiu
Koszary Grenadierów we Wrocławiu (Elfer Kaserne) – budynek położony we Wrocławiu przy obecnej ulicy Podwale pod numerami 27 i 28, wybudowany pierwotnie z przeznaczeniem na koszary. W budynku tym początkowo zlokalizowano koszary Kirasjerów, później grenadierów. Po II wojnie światowej budynek stał się obiektem użyteczności publicznej, a także służył wielu instytucjom i firmom. Budynek został wpisany do rejestru zabytków, jako obiekt z 1835 r., pod nr rej.: A/676/506/Wm, wpis z 25.01.1993 r.

## Historia
Pierwszym krokiem do powstania w tym miejscu budynku i koszar był zakup gruntu w 1824 roku z przeznaczeniem na koszary 1 Śląskiego Pułku Kirasjerów Gwardii "Wielki Elektor" (Leib-Kürassier-Regiment Grosser Kurfürst). W latach 1828–1832 wzniesiono tu dwukondygnacyjny budynek. Projekt opracował dyrektor budowy Schubert. Koszary zajmowały obszar w granicach obecnych ulic: Podwale, Piłsudskiego, Pawłowa i Tęczowa. Pułk Kirasjerów został tu przeniesiony w 1835 roku z poprzednich koszar położonych na Kępie Mieszczańskiej.
W 1869 (1972) roku Kirasjerzy zostali przeniesieni do nowych koszar wybudowanych w latach 1867-72 przy obecnej Alei Generała Józefa Hallera. Koszary przy ulicy Podwale przeznaczono natomiast dla 2 Śląskiego Pułku Grenadierów "Król Fryderyk III nr 11 (Grenadier-Regiment 11 "König Friedrich III). Później Grenadierzy przeniesieni zostali do koszar przy obecnej ulicy Długiej.
W latach 70. XIX wieku nastąpiła wyprzedaż terenów koszar pod zabudowę mieszkalną. Sam budynek podlegał rozbudowie, nadbudowie i przebudowie. Po II wojnie światowej przeznaczony był na potrzeby użyteczności publicznej. Korzystała z niego między innymi Politechnika Wrocławska. Po przemianach ustrojowych w Polsce znalazły tu swoje siedziby także równe firmy, między innymi Przedsiębiorstwo Zmechanizowanych Robót Budownictwa Przemysłowego „Zachód”. W kolejnych latach zmieniało się także przeznaczenie obiektu, który zaczął być wykorzystywany przez Starostwo Powiatu Wrocławskiego.

## Architektura
Pierwotny budynek powstał jako obiekt oparty na planie wydłużonego prostokąta, o 2 kondygnacjach i z krótkimi skrzydłami bocznymi, ryzalitem głównym i dwoma ryzalitami narożnymi. W latach 70. XIX wieku budynek rozbudowano między innymi nadbudowując go o jedną kondygnację oraz rozbudowując skrzydła boczne. W 1906-09 wykonano kolejną przebudowę budynku.
W latach 2019–2021 wykonano remont generalny budynku z zewnątrz i wewnątrz. Elewacja zmieniła kolor.